# Melomys capensis
Melomys capensis — вид гризунів родини мишевих (Muridae). Зустрічається тільки в Австралії, на півострові Кейп-Йорк. Це переважно вид тропічних вологих лісів. Вдень звірі гніздяться в дуплах дерев. Вид розмножується протягом року, виробляючи кілька виводків; самиці зазвичай народжують двох дитинчат.

## Морфологічна характеристика
Гризун середнього розміру з довжиною голови і тіла від 120 до 160 мм, довжиною хвоста від 120 до 170 мм, довжиною стопи від 25 до 27 мм, довжиною вуха від 16 до 18 мм і вагою до 115 г. Верхня частина коричнева або коричнево-сіра, боки коричнево-жовті, а черевна частина і щоки білі. Вуха коричневі. Ноги білі. Хвіст довший за голову й тулуб, світло-коричневий зверху, позбавлений пігменту знизу і вкритий 10 кільцями лусочок на сантиметр.

## Спосіб життя
Це нічний і деревний вид. Він будує гнізда в листі в дуплах дерев або в порожнинах всередині будівель. Харчується плодами, насінням і листям. Розмножується протягом року. Самиці кілька разів за сезон народжують 2 дитинчат.